# エマニュエラ・デ・パウラ
エマニュエラ・デ・パウラ（Emanuela de Paula、1989年4月25日 - ）は、ブラジル出身の女性ファッションモデル。177センチメートル・50キログラム、84-60-87。
黒人と白人の混血で、本人いわく“ムラート”。米誌『フォーブス』の企画「最も稼ぐモデル」に登場するなど、西洋ファッション界でも指折りの成功度を有するモデルの一人で、ラルフローレンやラコステ、ならびにビクトリアズ・シークレットなどといったハイファッションブランドの仕事から特に知られてきた。

## 来歴

### 生い立ち
ブラジル共和国北東部のペルナンブーコに出生、父が黒人で母が白人であったという。モデル業の始動のきっかけは、ペルナンブーコの州都にあたるレシフェの街頭で受けたスカウトであった。2005年にモデル事務所のマリリンと契約し、年内にさっそくニューヨーク・ファッションウィークのランウェイを歩きデビュー。時に16歳であった。

### モデル業
デビューの年となった2005年から「DKNY」や「トミーヒルフィガー」、「H&M」などの広告や、多種の雑誌、カタログ、ショーへの登場を重ね、2009年になると、かねてよりカタログの仕事を受けるなどしていたファッションブランド「ビクトリアズ・シークレット」との3年契約を獲得。リンジー・エリンソン、キャンディス・スワンポール、ロージー・ハンティントン＝ホワイトリー、およびシャネル・イマンという4名と並んでの同ブランドの広告塔（“エンジェル”）入りであった。

## 収入
フォーブス誌の企画「世界で最も稼ぐモデル」の2009年度版にその名が登場。11位への入選で見積もり収入は250万ドル。「ビクトリアズ・シークレット」関連の仕事によるものと目された“急上昇”で、そうしたことから、同じくブラジル出身にして同ブランドの広告塔活動から著名なジゼル・ブンチェンになぞらえる評（“次期ジゼル”）もあった。